# Siergiej Prokudin-Gorski
Siergiej Michajłowicz Prokudin-Gorski (ros. Сергей Михайлович Прокудин-Горский; ur. 18 sierpnia?/30 sierpnia 1863 we wsi Funikowa Gora w pokrowskim ujeździe guberni włodzimierskiej, zm. 27 września 1944 w Paryżu) – rosyjski fotograf, jeden z pionierów fotografii kolorowej, poświęcił swoje życie zawodowe rozwojowi tych technik.
Był z wykształcenia chemikiem, studiował w Petersburgu, Berlinie i Paryżu.

## Technika

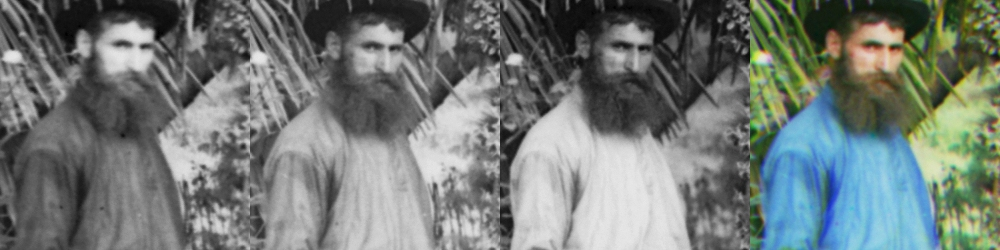
Trzy zdjęcia monochromatyczne od lewej czerwone, zielone i niebieskie, a także efekt końcowy

Jego badania przyczyniły się do kilku patentów na produkcję kolorowych przeźroczy i wyświetlaniu kolorowych filmów.
Jego aparat wykonywał trzy zdjęcia monochromatyczne, ale z trzema różnymi filtrami, w prawie tym samym czasie. Później, używając lamp dających odpowiedni kolor, i wyświetlając wszystkie trzy zdjęcia mógł uzyskać efekt pełnego koloru. Eksperymentował także z sukcesami z wywoływaniem tych zdjęć na papierze, ale proces był skomplikowany i powolny. Zdjęcia w poszczególnych kolorach wykonywane były w pewnym odstępie czasu (rzędu sekundy), tak że ostatecznie widoczny był każdy bardziej znaczący ruch w postaci potrójnych kolorowych krawędzi fotografowanych obiektów. Obecnie dzięki technikom komputerowym możliwe jest zminimalizowanie tego efektu.

## Zdjęcia

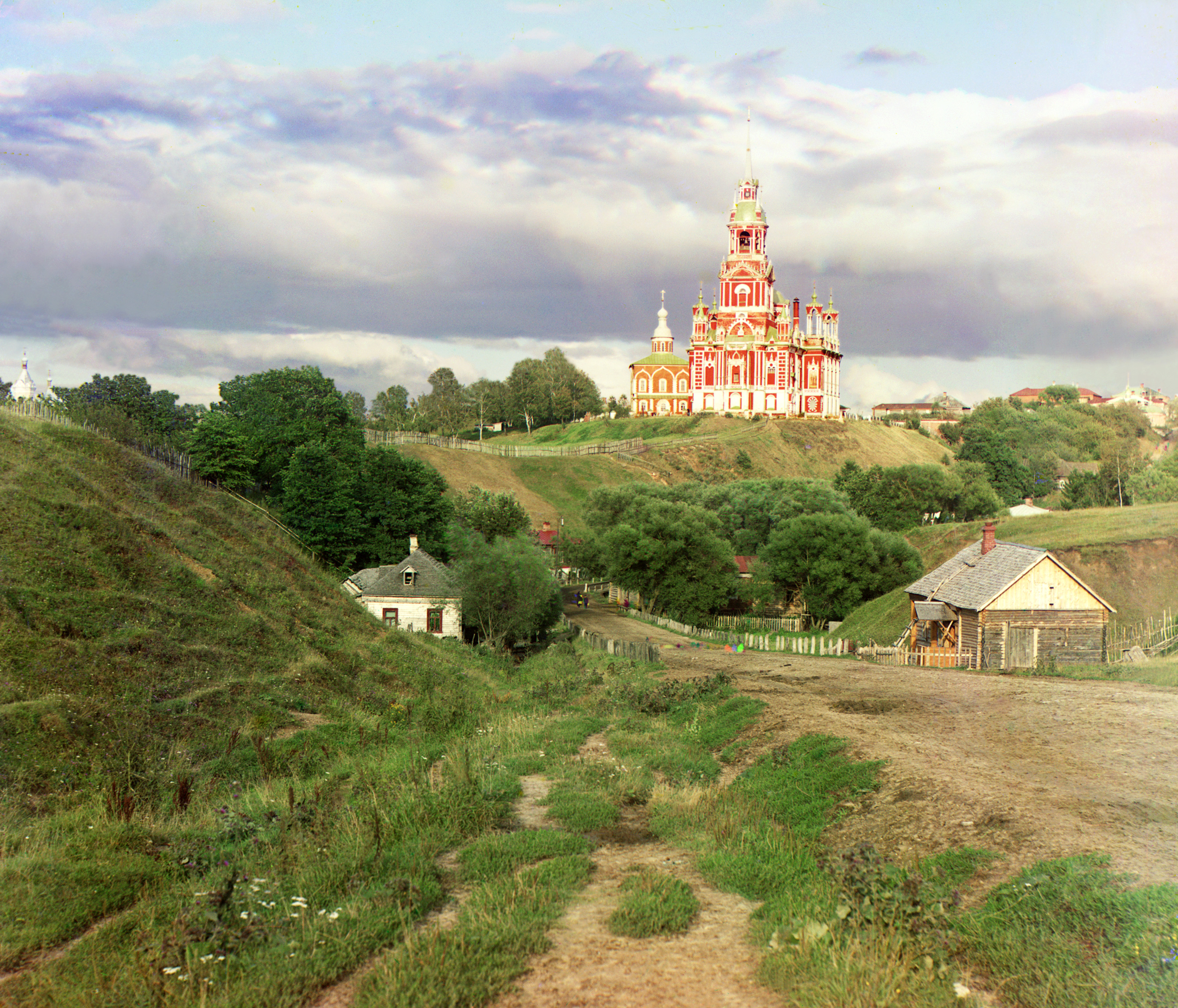
Sobór Świętego Mikołaja w Możajsku

Około 1905 korzystając z rozwoju techniki fotografii kolorowej, postanowił dokumentować przy pomocy zdjęć Imperium Rosyjskie. Głównym celem była tu edukacja dzieci, na temat różnorodnej historii i kultury, a także modernizacji kraju. Jego pomysł znalazł poparcie u samego cara Mikołaja II. Dzięki temu został wyposażony w specjalny wagon z ciemnią, wraz z pozwoleniami do wejścia na wszystkie tereny, jak i dobrymi układami z carską administracją. Wykonywał zdjęcia między 1909 a 1915, wiele z nich zachował.
W jego fotografiach można ujrzeć nieistniejący już świat sprzed I wojny światowej. Można tam spotkać zarówno średniowieczne cerkwie, jak i tory kolejowe i fabryki – obraz tak wtedy silnej industrializacji. Fotografował także zwykłych ludzi, obrazując zróżnicowanie kulturowe Imperium Rosyjskiego.
Prokudin-Gorski opuścił Rosję w 1918 wybierając się w podróż do Norwegii i Anglii. Po rewolucji październikowej, zabiciu rodziny carskiej i przejęciu władzy w Rosji przez komunistów, osiedlił się ostatecznie w Paryżu, gdzie zmarł w 1944 roku. Posiadane przez niego negatywy szklane zostały wykupione przez Bibliotekę Kongresu Stanów Zjednoczonych od jego spadkobierców w 1948.
W 2001 Biblioteka przedstawiła wystawę pt. The Empire that was Russia (Imperium którym była Rosja). Dla jej potrzeb płyty szklane zostały zeskanowane, i przy pomocy technik komputerowych utworzono zdjęcia. W 2004 praca nad zdjęciami bardzo się przyśpieszyła dzięki zastosowaniu automatyki w obróbce skanów. Opracowano tak 1902 zdjęcia.

## Wybrane zdjęcia

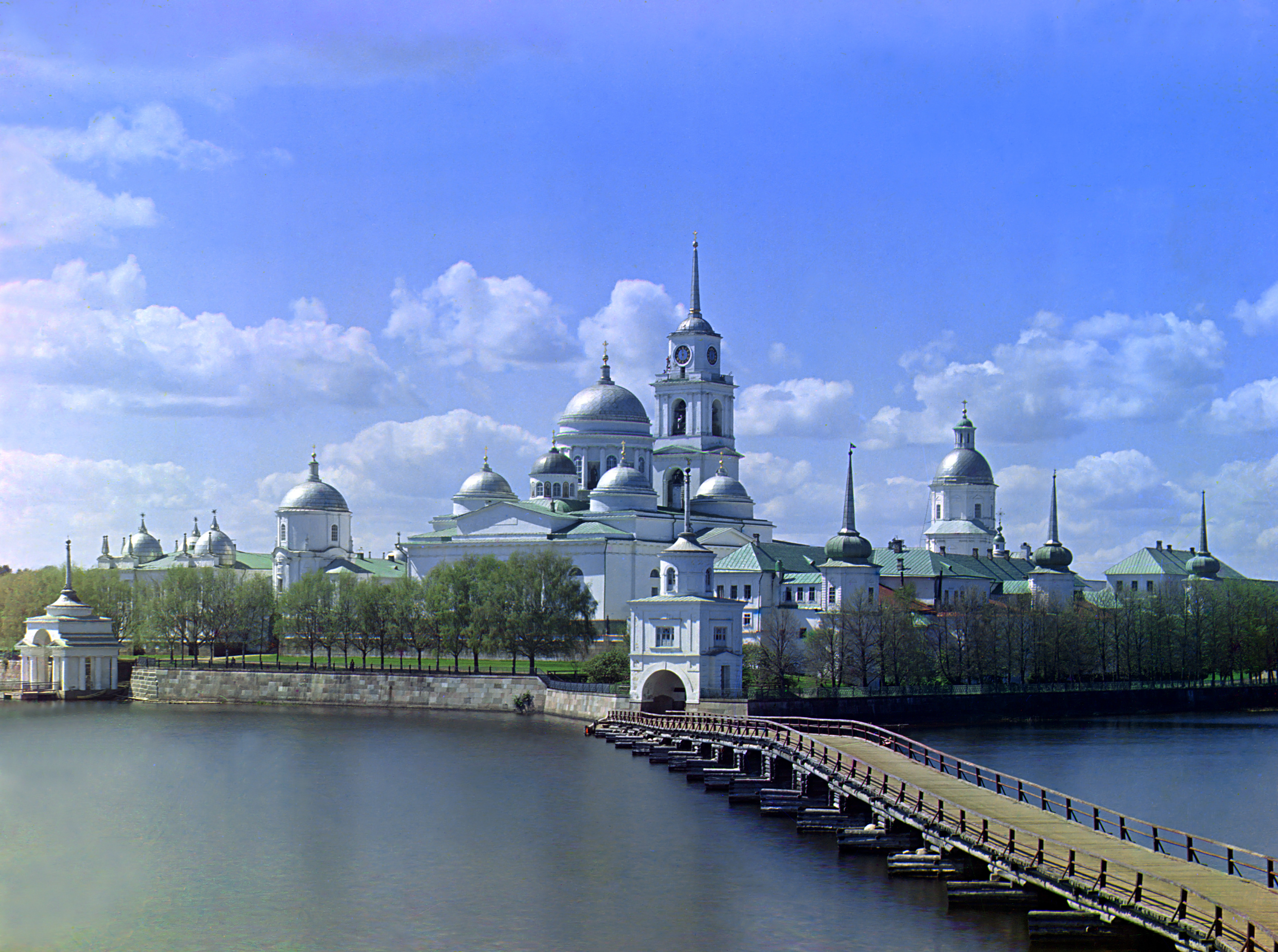
Prawosławna Pustelnia Niłowo-Stołobieńska położona na wyspie Stołobnyj na jeziorze Seliger koło Ostaszkowa (1910)
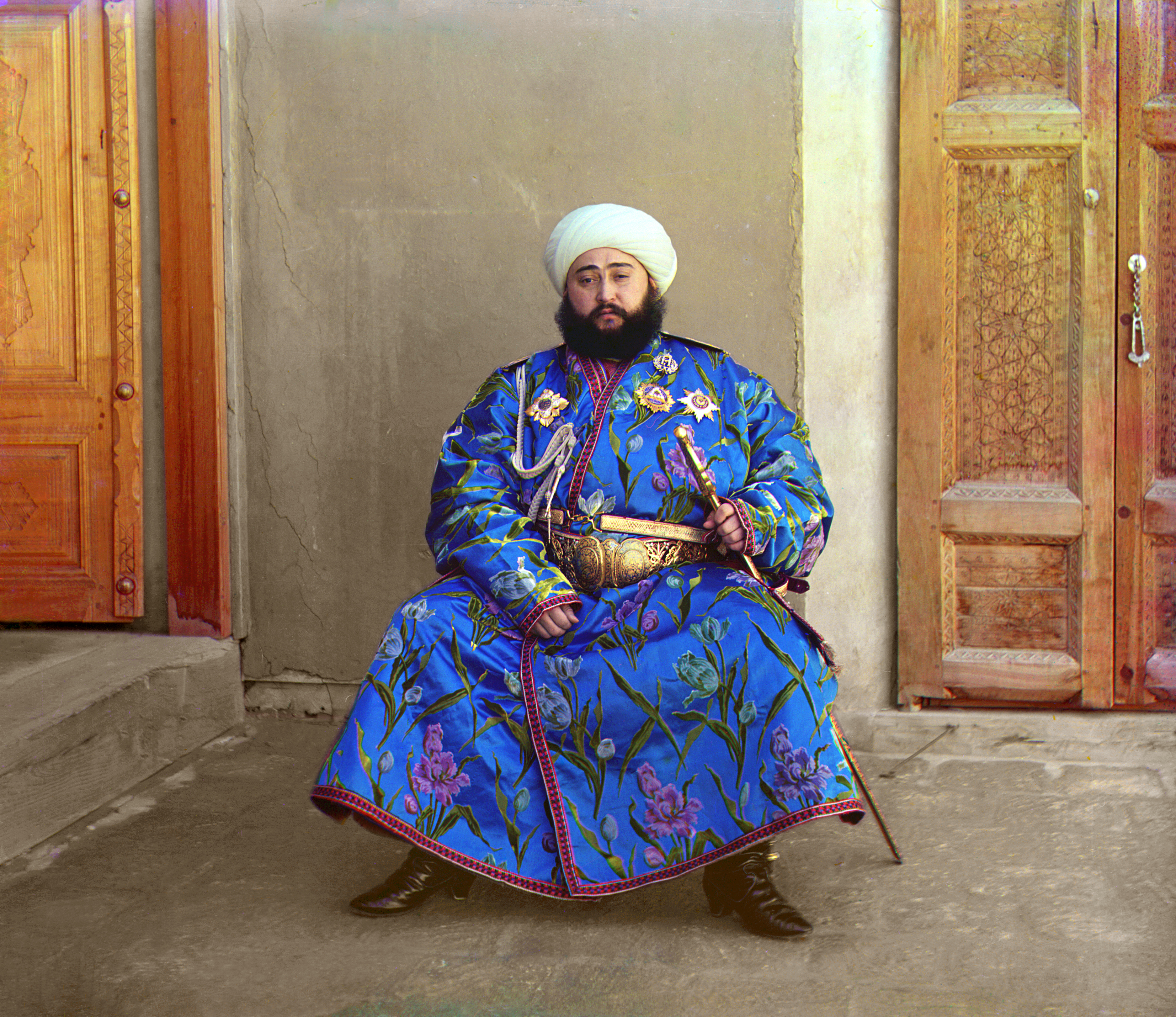
Muhammed Alim Chan (1880-1944), emir Buchary
Rosjanki w ludowych strojach
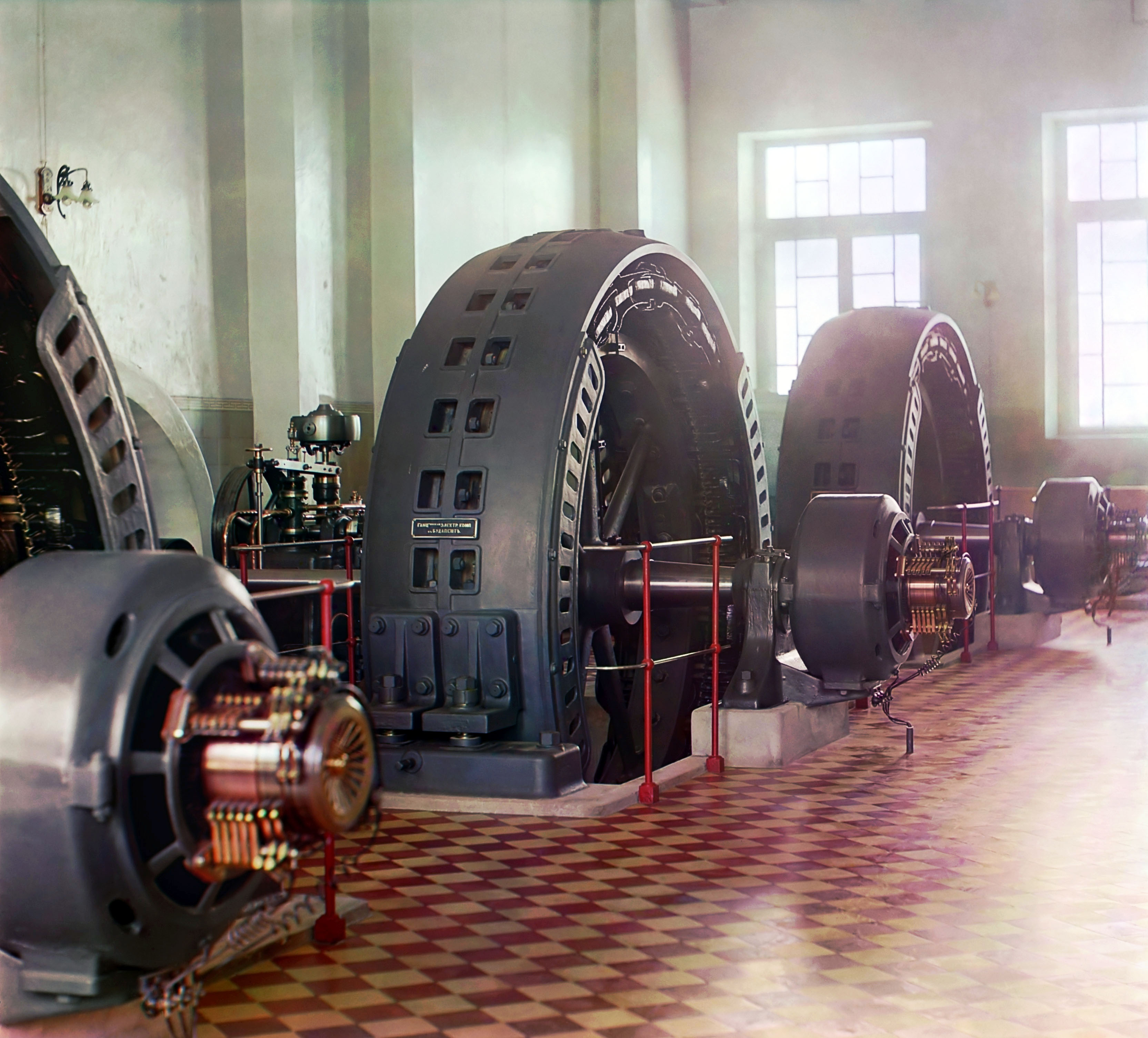
Alternatory wykonane w Budapeszcie, na Węgrzech, sala hydroelektrowni w Iolotan na rzece Murgab
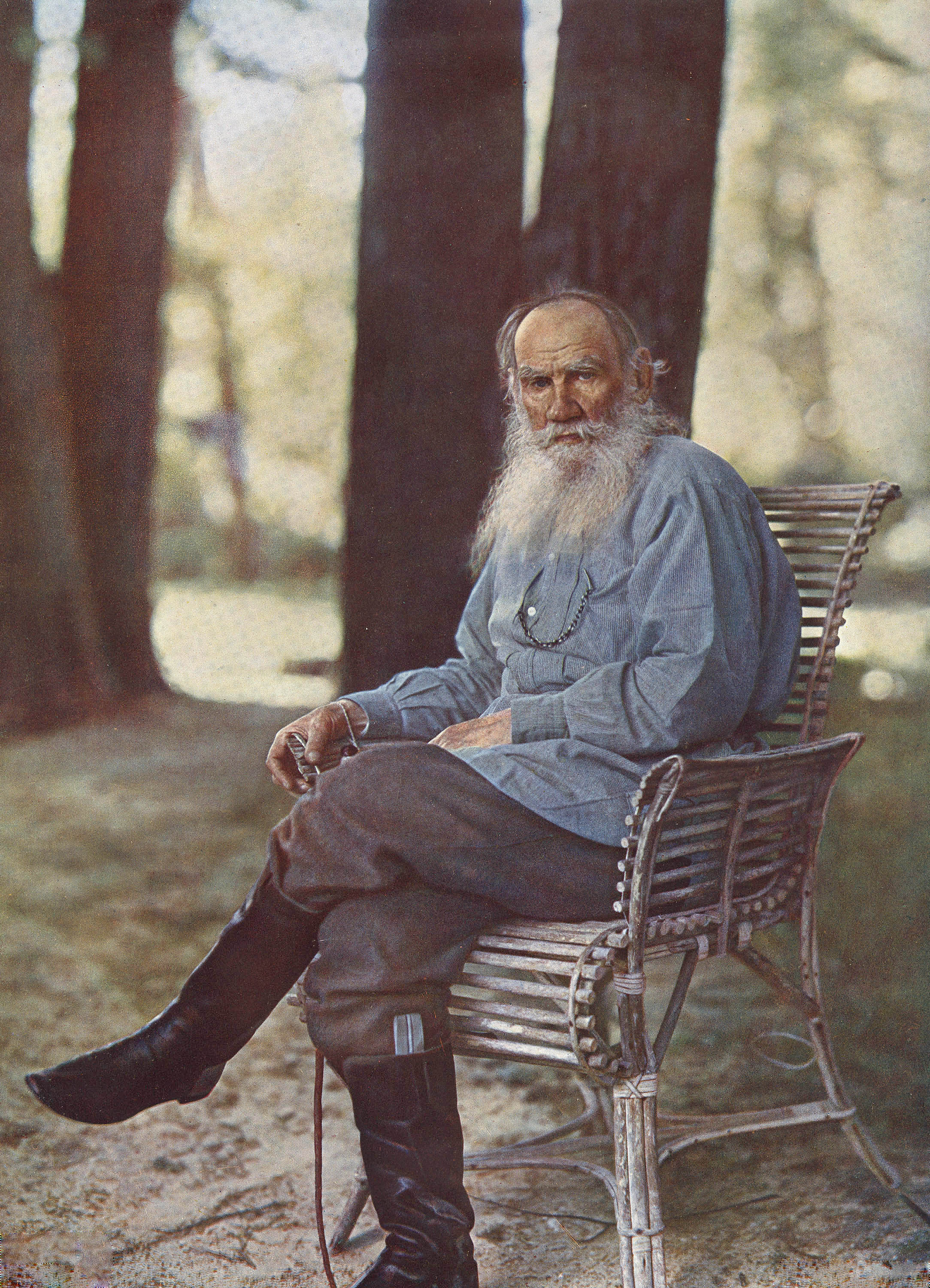
Rosyjski powieściopisarz Lew Tołstoj (1908)
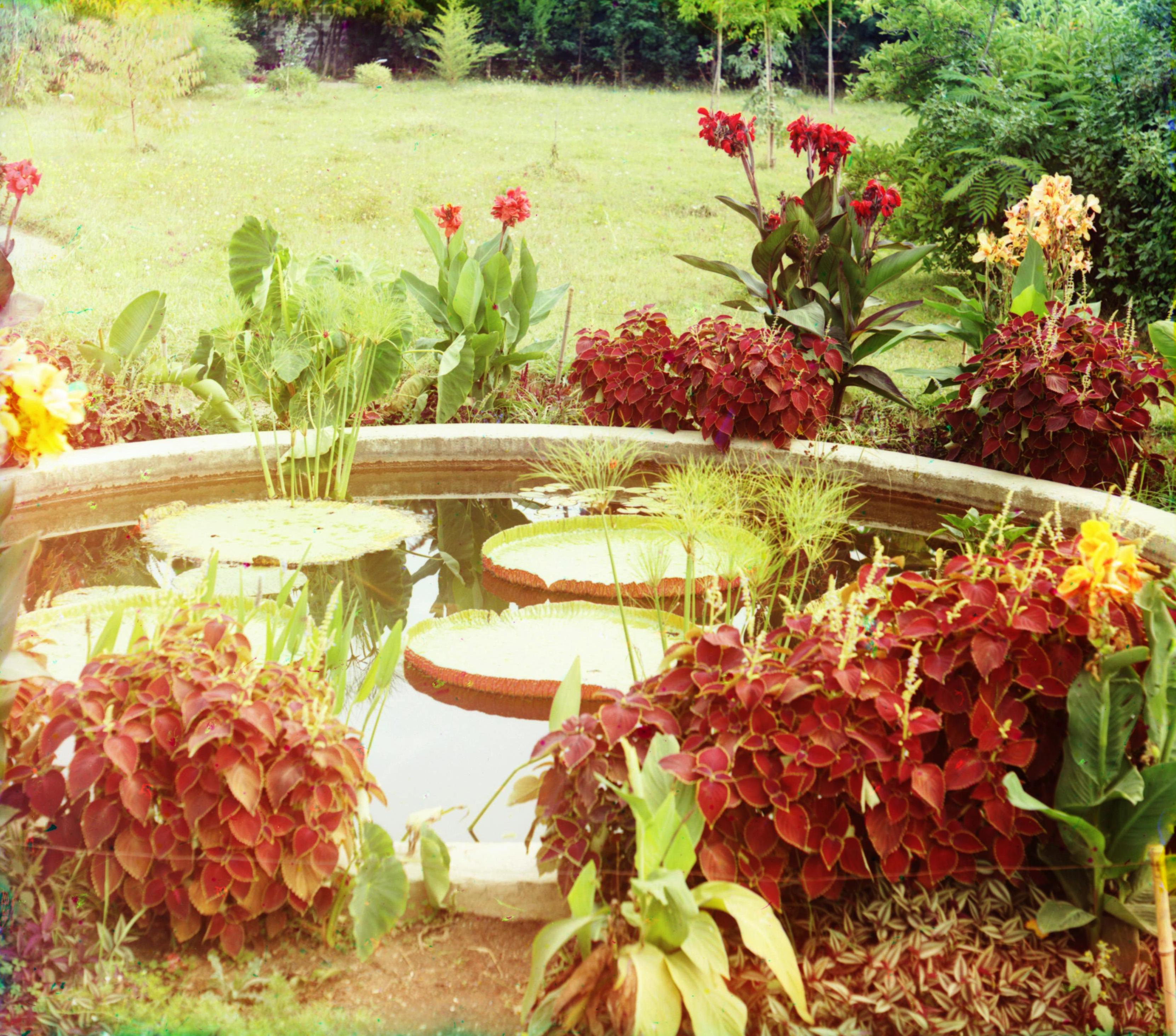
Ogród botaniczny w Suchumi
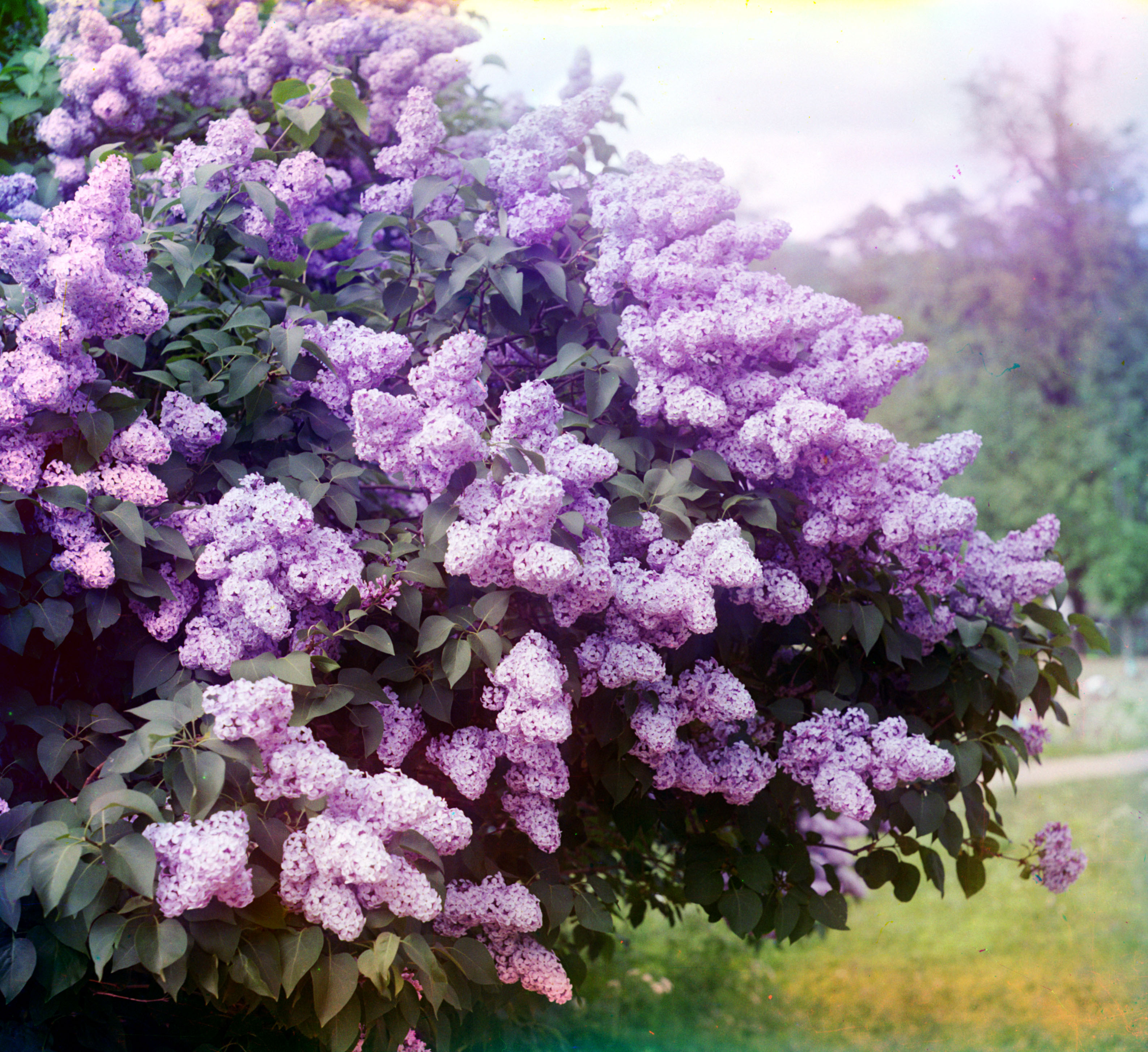
Lilak pospolity
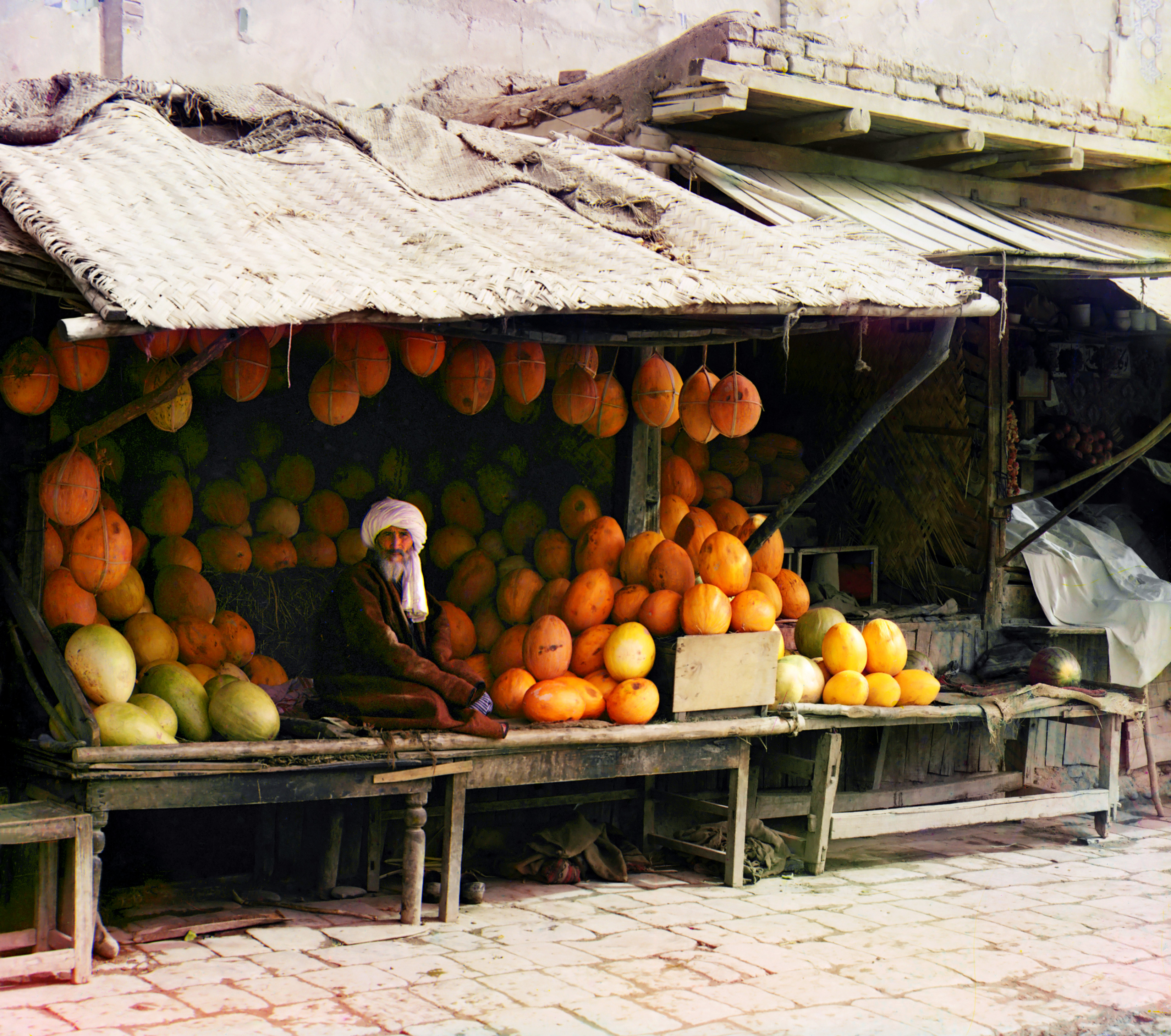
Sprzedawca melonów, Samarkanda (1915)
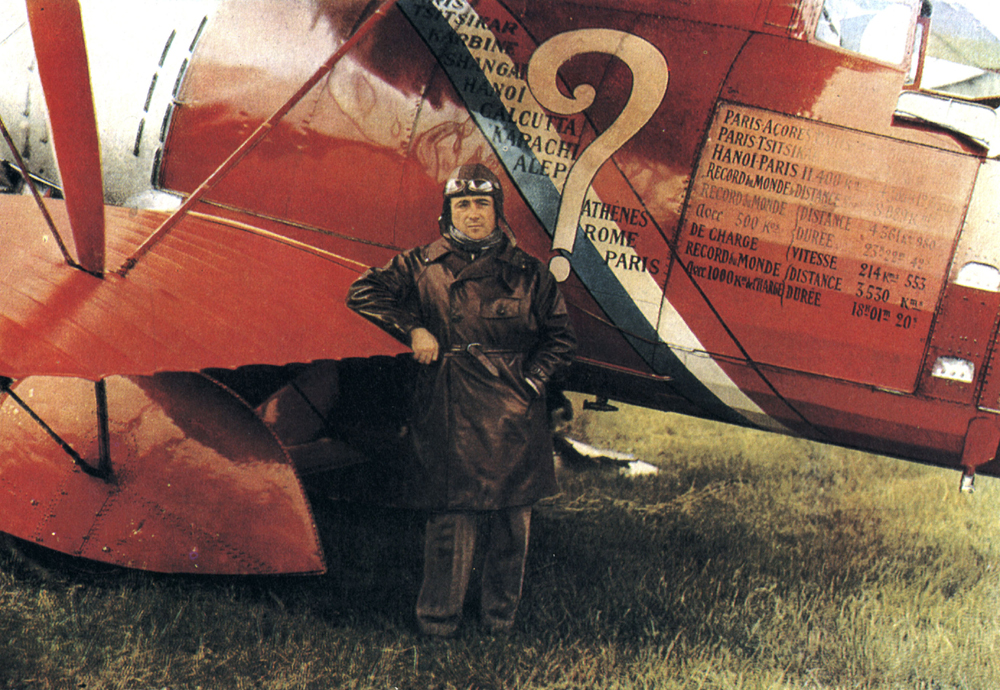
Pilot francuski Dieudonné Costes (1930)
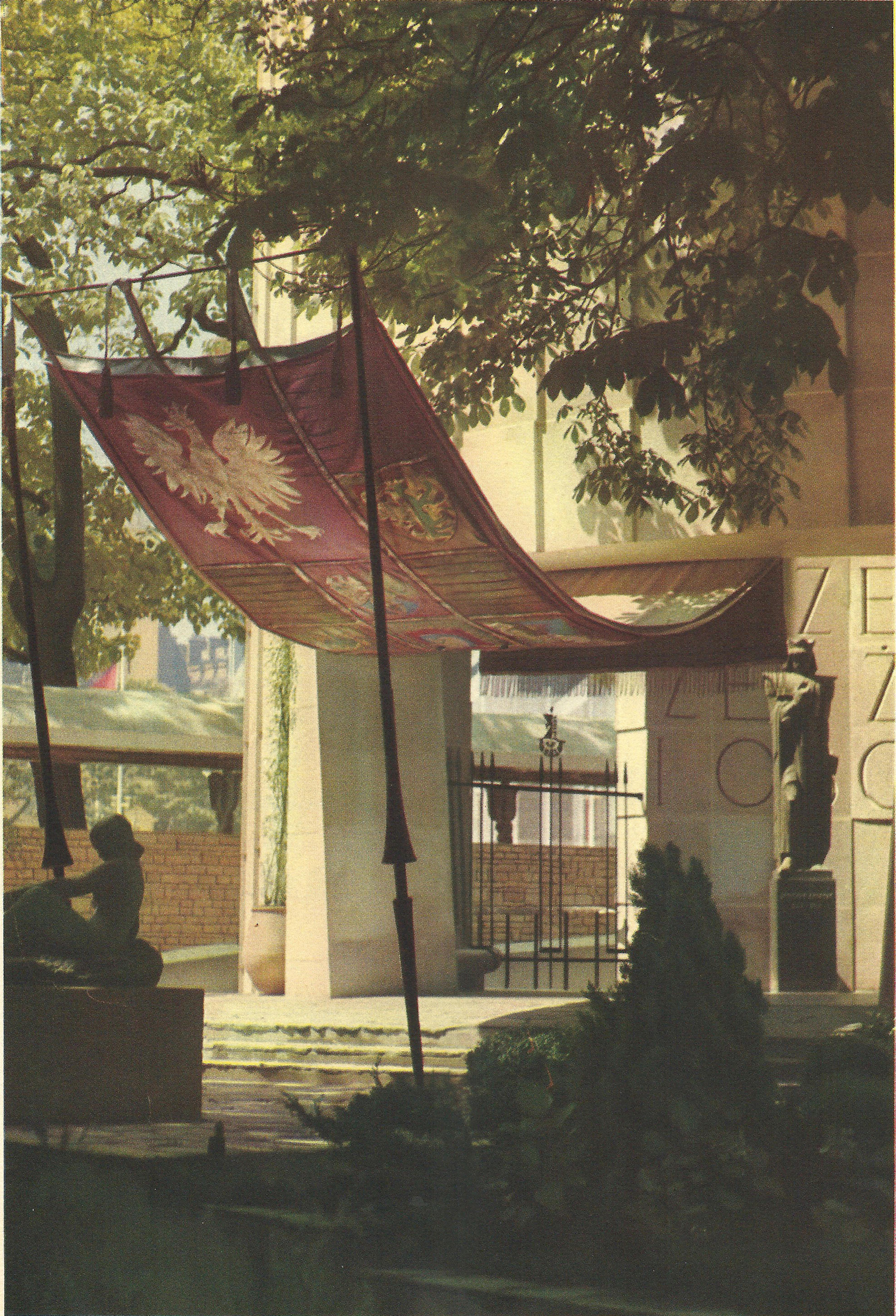
Polski pawilon na Wystawie Światowej w Paryżu (1937)